# サボタージュ (2014年の映画)
『サボタージュ』（Sabotage）は、2014年にアメリカ合衆国で制作されたクライムスリラー映画。主演はアーノルド・シュワルツェネッガー、監督をデヴィッド・エアーが務め、脚本はスキップ・ウッズとエアーが共同で執筆している。
アガサ・クリスティの推理小説『そして誰もいなくなった』を原作にしているが、内容や設定などは全く別物となっている。

## ストーリー
麻薬取締局の捜査官であるジョン・ウォートンは、アメリカ国内外での麻薬戦争において数多くの功績を挙げ、「ブリーチャー（破壊屋）」という異名で恐れられていた。また、ジョンが指揮する特殊部隊は荒くれ者揃いの野蛮なチームだったが、どんな危険な任務でも成功に導く凄腕のチームでもあった。
ジョンのチームは、その日もとある麻薬組織を摘発するために要塞と化した危険なアジトに踏み込むが、その裏には2億ドルの闇資金から1000万ドルを持ち逃げするという目的があった。摘発の際に仲間の一人を失うも、闇資金の一部を隠すことに成功したジョンたちであったが、その夜回収に向かった時にはすでに1000万ドルは何者かの手によって持ち逃げされた後だった。また、闇資金が足りないことから持ち逃げを疑われたジョンたちは、内務調査局の取り調べを受け、麻薬取締局内での信用を完全に失ってしまうのだった。
それから半年後、事務職に追いやられていたジョンは、ようやく現場復帰を果たす。ジョンは再びチームを結集し、厳しいトレーニングの末にチームが失いかけていた結束力を取り戻すことに成功する。しかし、その夜、チームの一員であるパイロが何者かによって無残に殺害されてしまう。怒りに震えるジョンだったが、その後も次々にチームのメンバーが殺害されていく。この事件を追うアトランタ市警察の女刑事キャロラインは、ジョンのチームが何かを隠していることを見抜き、彼らを調べ上げていくうち、ジョンが抱えている痛ましい過去を知ることになる。ジョンはキャロラインと協力して部下を殺害した犯人を追う。そして事件は、意外な結末を迎えるのであった。

## キャスト
ジョン・"ブリーチャー"・ウォートン
演 - アーノルド・シュワルツェネッガー、日本語吹替 - 玄田哲章
麻薬取締局の捜査官。チームのリーダー。不祥事を起こして事務職に異動となる。
ジェームズ・"モンスター"・マレー
演 - サム・ワーシントン、日本語吹替 - 髙田延彦
サブリーダー格。
キャロライン・ブレントウッド
演 - オリヴィア・ウィリアムズ、日本語吹替 - 深見梨加
アトランタ市警の刑事。事件を担当する。
リジー・マレー
演 - ミレイユ・イーノス、日本語吹替 - 林真里花
メンバーの一人。ジェームズの妻。
ジュリアス・"シュガー"・エドモンズ
演 - テレンス・ハワード、日本語吹替 - 丸山壮史
メンバーの一人。
ジョー・"グラインダー"・フィリップス
演 - ジョー・マンガニエロ、日本語吹替 - 長島真祐
メンバーの一人。粗野な性格。
ダライアス・ジャクソン
演 - ハロルド・ペリノー、日本語吹替 - 田村真
刑事。
フロイド・デメル
演 - マーティン・ドノヴァン、日本語吹替 - 各務立基
ジョンの上司。
トム・"パイロ"・ロバーツ
演 - マックス・マーティーニ、日本語吹替 - 小宮浩信（三四郎）
メンバーの一人。車に乗っていたが線路上で動かなくなり、そのまま列車に撥ねられて死亡する。
エディ・"ネック"・ジョーダン
演 - ジョシュ・ホロウェイ、日本語吹替 - 北村謙次
自宅で何者かに殺害される。
ブライス・"トライポッド"・マクニーリー
演 - ケヴィン・ヴァンス、日本語吹替 - 野川雅史
何者かに殺害される。そばにはブライスが仕留めたとされる刺客の死体もあった。
"スモーク"・ジェニングス
演 - マーク・シュレーゲル
ジョンの部下。
その他の日本語吹き替え‐藤原満、小林親弘、マンモス西尾、宮本真伍、仲村かおり、今村一誌洋、早川舞、宮澤はるな

## 評価
本作は批評家から賛否両論であった。映画批評集積サイトのRotten Tomatoesには106件のレビューがあり、支持率20％、平均点は10点満点で4.4点となっている。サイト側からはアーノルド・シュワルツェネッガーや俳優陣の演技は高く評価されたが、過激な暴力表現について賛否が分かれた。
Metacriticには31件のレビューがあり、加重平均値は41/100となっている。しかし、IGNは本作に10点満点で7点を与え、好意的に評価されている。

## 別エンディングについて
公開版とは異なるエンディングが2通り存在し、Blu-ray版に収録されている。

## ホームメディア
日本国内ではハピネットよりBlu-ray・DVDがそれぞれ発売中。
Blu-ray
- サボタージュ Blu-ray（2015年4月2日発売）
  - 初回限定・アウターケース付
- サボタージュ スペシャル・プライス Blu-ray（2015年12月2日発売・廉価版）

DVD
- サボタージュ DVD（2015年4月2日発売）
  - 初回限定・アウターケース付
- サボタージュ DVD Blu-ray（2015年12月2日発売・廉価版）